# Weekly Shōnen Sunday
Shōnen Sunday (少年サンデー) é uma revista semanal de mangás do gênero shōnen, publicada pela Shogakukan. Embora seu nome contenha "Sunday" (Domingo em inglês), seu lançamento é dado na quarta-feira. A Shōnen Sunday foi publicada pela primeira vez em 17 de março de 1959 como uma resposta à sua rival, a revista Weekly Shōnen Magazine da Kodansha. Devido as datas de lançamento próximas, a Shōnen Sunday e Shōnen Magazine lançaram uma edição especial combiando as séries das duas revistas em 19 de março de 2008.
Algumas séries de destaque são InuYasha, Detective Conan, Magi. Touch, Gin no Saji, Komi-san, Sousou no Frieren e etc.

## Séries atuais
| Título da série                                                                   | Autor              | Início            |
| --------------------------------------------------------------------------------- | ------------------ | ----------------- |
| Ad Astra Per Aspera (アド アストラ ペル アスペラ)                                 | Hata Kenjirou      | Setembro de 2015  |
| Amano Megumi wa Sukidarake! (天野めぐみはスキだらけ！)                            | Nekoguchi          | Agosto de 2015    |
| Aozakura: Bouei Daigakukou Monogatari (あおざくら 防衛大学校物語)                 | Nikaidou Hikaru    | Abril de 2016     |
| Ryuu to Ichigo (龍と苺)                                                           | Yanamoto Mitsuharu | Maio de 2020      |
| Nokemono-tachi no Yoru (ノケモノたちの夜)                                         | Hoshino Makoto     | Agosto de 2019    |
| Arata Kangatari (アラタカンガタリ～革神語～)                                      | Watase Yuu         | Outubro de 2008   |
| Asaoka Koukou Yakyuubu Nisshi: Over Fence (―浅丘高校野球部日誌― オーバーフェンス) | Adachi Mitsuru     | Abril de 2011     |
| Be Blues! Ao ni Nare (BE BLUES!~青になれ~)                                        | Tanaka Motoyuki    | Janeiro de 2011   |
| Birdmen (BIRDMEN -バードメン-)                                                    | Tanabe Yellow      | Julho de 2013     |
| MAO (マオ)                                                                        | Takahashi Rumiko   | Maio de 2019      |
| Yofukashi no Uta (よふかしのうた)                                                 | Kotoyama           | Agosto de 2019    |
| Ponkotsu-chan Kenshouchuu (ポンコツちゃん検証中)                                  | Fukuchi Tsubasa    | Abril de 2019     |
| Ikeda-kun (イケ田くん)                                                            | Atsumi Takeru      | Julho de 2020     |
| Kimi wa 008 (君は008)                                                             | Matsuena Syun      | Fevereiro de 2018 |
| Detective Conan (名探偵 コナン)                                                   | Aoyama Gosho       | Fevereiro de 1994 |
| Komi-san wa komyushou desu (古見さんは、コミュ症です)                             | Oda Tomohito       | Maio de 2016      |
| Kume Short (クメショート)                                                         | Kumeta Kouji       | Janeiro de 2016   |
| Magic Kaito (まじっく快斗)                                                        | Aoyama Gosho       | 1987              |
| Maiko-san Chi no Makanai-san ( 舞妓さんちのまかないさん)                          | Koyama Aiko        | Abril de 2017     |
| Major 2nd (メジャーセカンド)                                                      | Mitsuda Takuya     | Março de 2015     |
| Sousou no Frieren (葬送のフリーレン)                                              | Yamada Kanehito    | Maio de 2020      |
| Tonikaku Cawaii (トニカクカワイイ)                                                | Hata Kenjiro       | Maio de 2018      |
| Maoujou de Oyasumi (魔王城でおやすみ)                                             | Kumanomata Kagiji  | Maio de 2016      |
| Nobelu (NOBELU -演- (ノベル))                                                     | Nojima Shinji      | Março de 2013     |
| Zettai Karen Children (絶対可憐チルドレン)                                        | Shiina Takashi     | Agosto de 2005    |
| Tokaichi Hitoribocchi Noen (十勝ひとりぼっち農園)                                 | Yuuki Yokoyama     | Abril de 2019     |

## Séries finalizadas
- Dagashi Kashi
- Magi
- Gin no Saji
- Denpa Kyoushi
- Hayate no Gotoku
- Hiiragi-sama wa Jibun wo Sagashiteiru
- Hime Hajike
- Joujuu Senjin!! Mushibugyo
- Hatsukoi Zombie
- Keijo
- Kyoukai no Rinne
- Tenshi to Akuto
- Saike Mata Shite mo
- Ryoko
- Souboutei Kowasubeshi
- Tokiwa Kitareri
- Yugami-kun ni wa Tomodachi ga Inai
- Kami nomi zo     Shiru Sekai
- Shijou Saikyou no Deshi Kenichi
- InuYasha
- Defense Devil
- Ranma ½
- Kekkaishi
- Midori no Hibi
- Area D: Inou Ryouiki
- Ai Kora
- Konjiki no Gash!!
- MÄR
- Rekka no Honoo
- Nozo x Kimi
- Yakitate!! Japan
- Cross Game
- Onidere
- Lost+Brain
- Kyou kara Ore wa!!
- Hyouryuu Kyoushitsu
- AR∀GO:     London Shikei Tokushu Hanzai SousakanAR
- Buyuden
- Tadashii Kodomo no     Tsukurikata!
- Ueki no Housoku
- Kongou Banchou
- Touch
- H2
- Hajimete no Aku
- Ochanigosu.
- Katsu!
- Shuumatsu no Laughter
- Darren Shan
- Ushio to Tora
- Saijou no Meii
- Urusei Yatsura
- Kaitai Shinsho Ø
- Ueki no Housoku Plus
- Togari
- Wild Life
- Ane Log: Moyako Neesan no Tomaranai Monologue
- Rough
- Gan☆Kon
- MIXiM★11
- MÄR Omega
- Maou: Juvenile Remix
- Anagle Mole
- Tenshi na Konamaiki
- Major
- Aoi Destruction!
- Juhou Kaikin!! Hyde &     Closer
- Katte ni Kaizou